# Junior Club
Junior Club es un club deportivo mexicano ubicado en la Ciudad de México . Hoy en día el club compite en numerosos deportes, principalmente tenis y baby fútbol ya sin jugar futbol profesionalmente.
El equipo de fútbol Junior's Senior jugó en la Liga Amateur Mexicana previo a la profesionalización y desarrollo de la Primera División de México en 1943 donde fue más conocido.

## Historia
El equipo de "Junior Club" fue fundado en 1906 por iniciativa del padre Camilo Crivelli, quien entonces estaba a cargo de la iglesia local. En 1908 Pablo Alexanderson, compró el club y lo utilizó principalmente para la práctica de tenis y béisbol aunque se siguió practicando fútbol pero ya no a nivel profesional. En 1915 la plantilla de fútbol se inscribió en la Primera Fuerza, El club fue finalmente admitido en la liga en el año 1917 jugando bajo el nombre de "Club Junior México", Junior contrató jugadores de todas las sociedades y razas para formar un equipo más competitivo.
El club jugó su primera temporada 1917-18. Junior terminó la temporada en 4.º entre otros 6 clubes con un récord de cuatro partidos ganados, un empate y cinco derrotas, para un total de nueve puntos en 10 partidos jugados. Junior también terminó a siete puntos del campeón Pachuca .
En el torneo de 1919-20, el club tuvo que cambiar su nombre a "Tigres México" como estrategia para atraer a la comunidad española en la Ciudad de México. El club en esta temporada terminó en tercer lugar con un récord de cinco victorias, cinco empates y dos derrotas, para un total de 15 puntos,  quedando muy cerca del campeón Club España .
El club jugó su último torneo en la temporada 1920-21, terminando segundo en la general con un récord de 10 victorias, 2 empates y 1 derrota, para un total de 22 puntos en 16 partidos. Junior también obtuvo su mejor récord y se colocó a sólo 6 puntos del campeón, el Club España, que dominaría la liga durante los siguientes 20 años. Posteriormente, el club desaparecería de la liga para concentrarse en otras ramas del deporte.
Tras dejar la liga, Junior continuo jugando otros deportes en el que destacan en el tenis en el cual se concentran hasta la actualidad y otros deportes, practicándose el fútbol únicamente a nivel amateur.

## Campañas de Primera Fuerza
| Año     | Pos. | G  | E | P | PTS |
| ------- | ---- | -- | - | - | --- |
| 1917-18 | 4    | 4  | 1 | 5 | 9   |
| 1918-19 | 3    | 5  | 5 | 2 | 15  |
| 1919–20 | 2    | 10 | 2 | 4 | 22  |

En el torneo de 1917-18, el club cambio su nombre de Club Junior México. De 1918 a 1920 el club jugó bajo el nombre de Tigres México hasta su desaparición en 1921. 